# 熱那神社
熱那神社（あつなじんじゃ）は、山梨県北杜市高根町村山西割1714にある神社。旧郷社。氏子からは八幡さん（はちまんさん）とも呼ばれる。

## 名称
神部神社（かんべじんじゃ）や熱那惣社八幡社（あつなそうしゃはちまんしゃ）とも呼ばれる。アカマツ、スギ、ヒノキなどからなる社叢は八幡森と呼ばれる。
かつては熱那の庄と呼ばれる村山東割、村山西割、村山北割、小池、蔵原、箕輪、同新町、堤、五町田の9か村の総社とされていた。1997年（平成9年）時点では村山3か村の総社である。
1985年（昭和60年）や2007年（平成19年）時点の境内地は2530坪だった。1985年（昭和60年）時点の氏子戸数は560戸、2007年（平成19年）時点の氏子戸数は320戸。1985年（昭和60年）時点の宮司は小池恵雄、2007年（平成19年）時点の宮司は山本千杉。

## 祭神
- 足仲彦命（たらしなかつひこのみこと、仲哀天皇）[6][2][3][1]
- 気長足姫尊（おきながたらしひめのみこと、神功皇后）[6][2][3][1]
- 誉田別命（ほむたわけのみこと、応神天皇）[6][2][3][1]

## 歴史

### 創建
創立年代は不詳である。もとは村山東割の熱那坂（安都那坂）にあり、今古宮と呼ばれていた。村山東割の故地は現在でも古宮とされ、「アツナ」と呼ばれる石祠がある。現在地に遷宮された年代は定かでない。
文化11年（1814年）に編纂された『甲斐国志』によると、平安時代の康平6年（1063年）2月、逸見荘の冠者である義清が宇佐八幡大神を勧請し、後の熱那神社にあたる社が建立された。

### 中世
中世には熱那の庄にある村山西割村、村山東割村、村山北割村、堤村、箕輪村村、箕輪新町村、小池村、蔵原村、五町田村の9か村の総社だった。中世から甲斐源氏の信仰を集めており、甲斐源氏は神領を寄進したり社殿を造営するなどしている。天文4年（1535年）頃に社殿が再建された。

### 近世
天正11年（1582年）11月には徳川家康によって神領朱印状を奉り、慶長8年（1603年）には四奉行黒印状を奉ったが、後に朱印状に改められた。当時は7石7斗、社地山林1万8000坪、神主屋敷2500坪を有していた。
江戸時代の文政2年（1819年）、再び社殿が再建された。

### 近現代

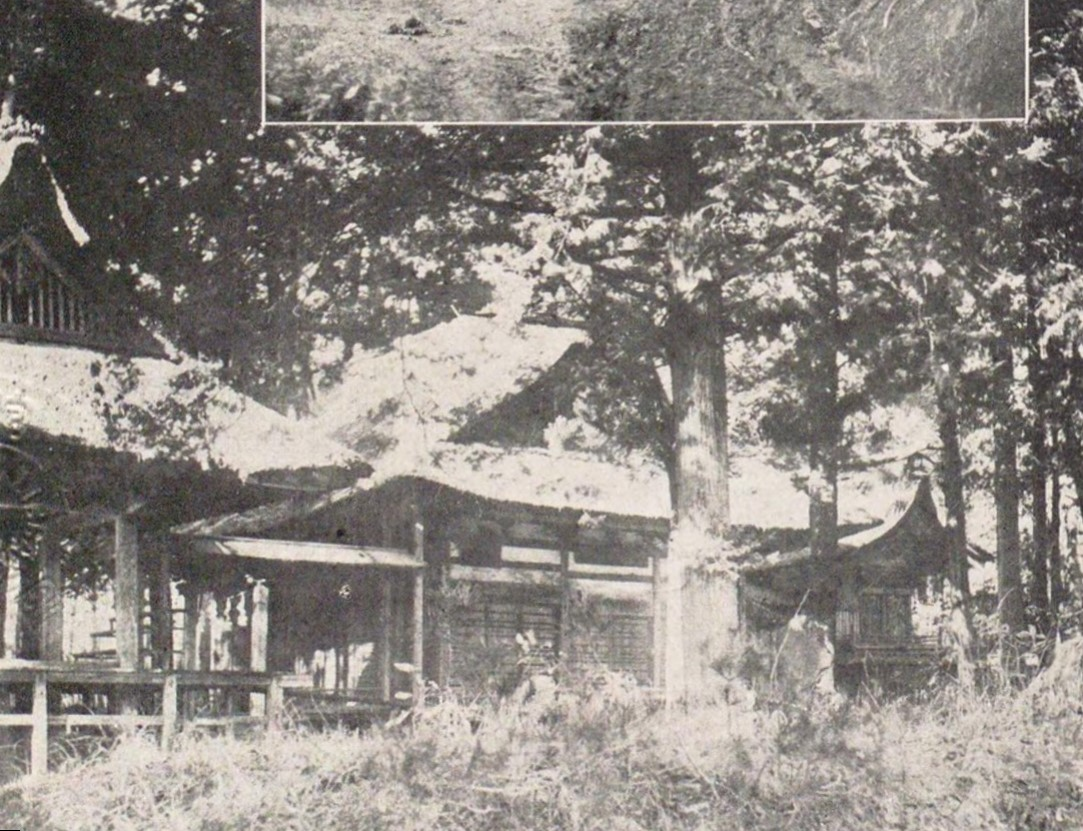
1930年の熱那神社本殿

明治維新の際には上知令によって社地が上地されている。明治時代初頭の1872年（明治5年）には郷社に列せられた。1907年（明治40年）には神饌幣帛料供進神社に指定（指定郷社）された。
1981年（昭和56年）8月27日、サクラが高根町指定天然記念物に指定された。1987年（昭和62年）4月14日、本殿と算額が高根町指定有形文化財に指定された。1990年（平成2年）12月26日、太々神楽が高根町指定無形民俗文化財に指定された。
2004年（平成16年）に高根町など4町3村が合併して北杜市が発足したことで、本殿・算額は北杜市指定有形文化財に、サクラは北杜市指定天然記念物に、太々神楽は北杜市指定無形民俗文化財になった。

## 境内

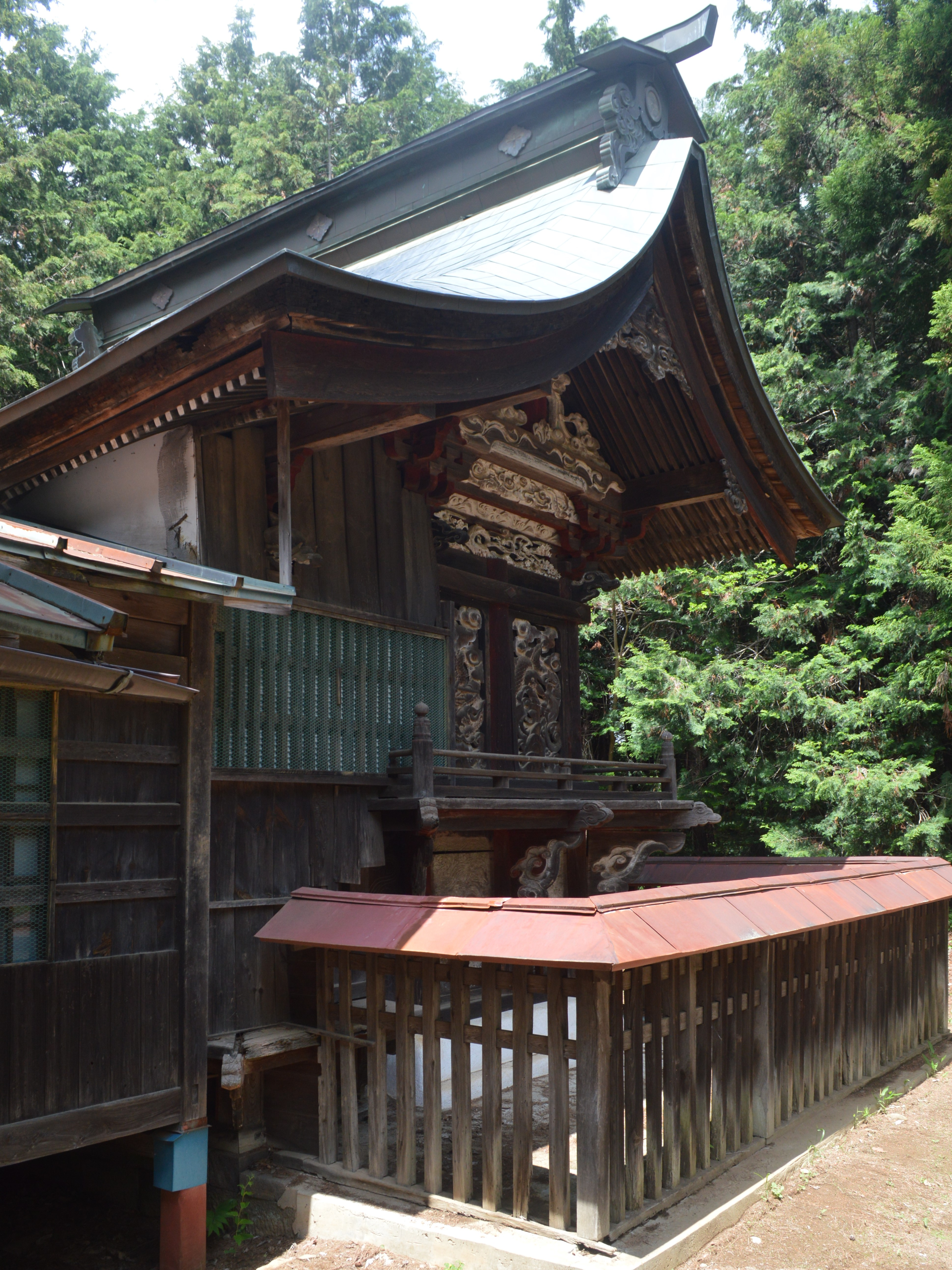
本殿と幣殿

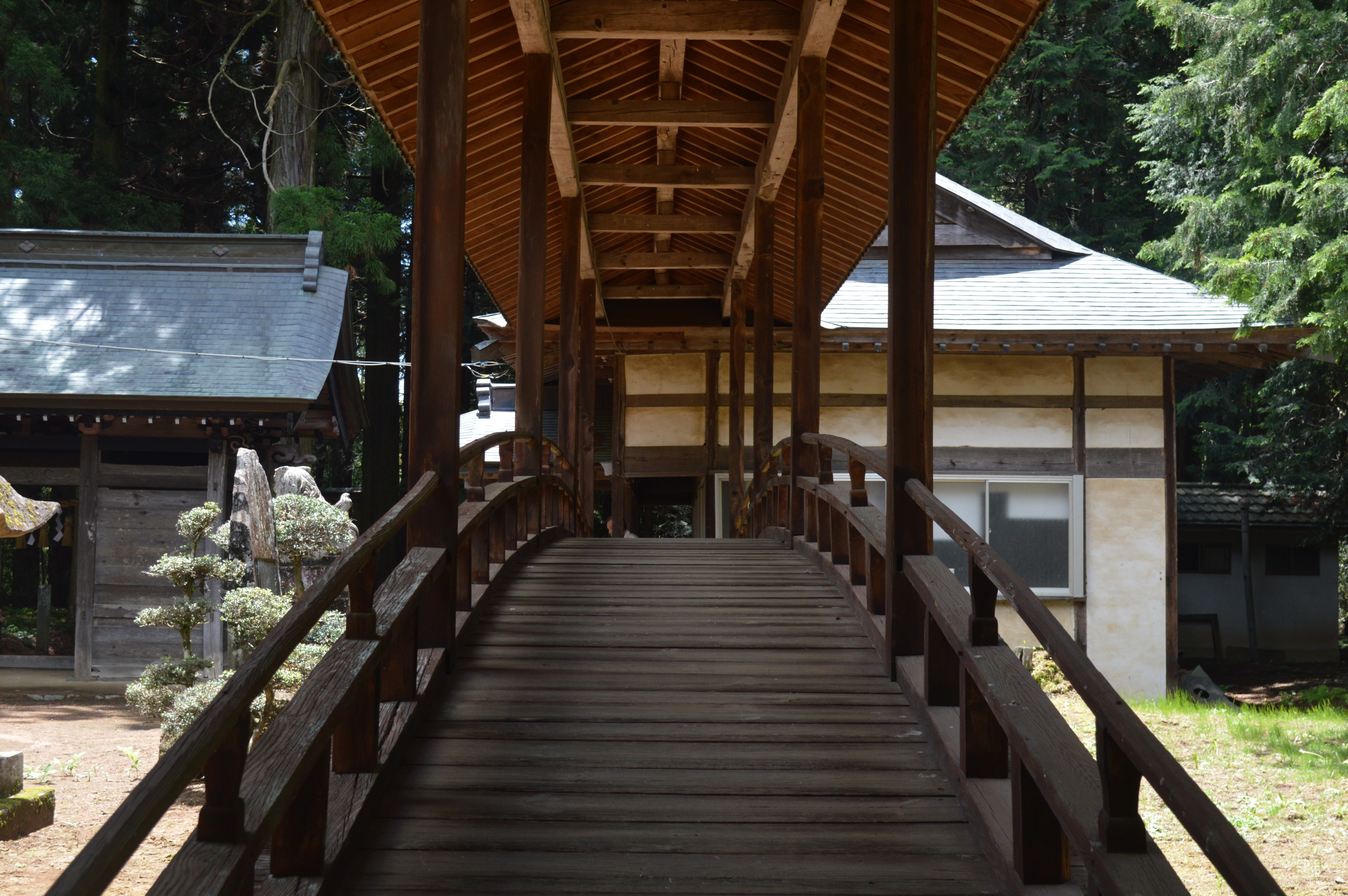
渡殿
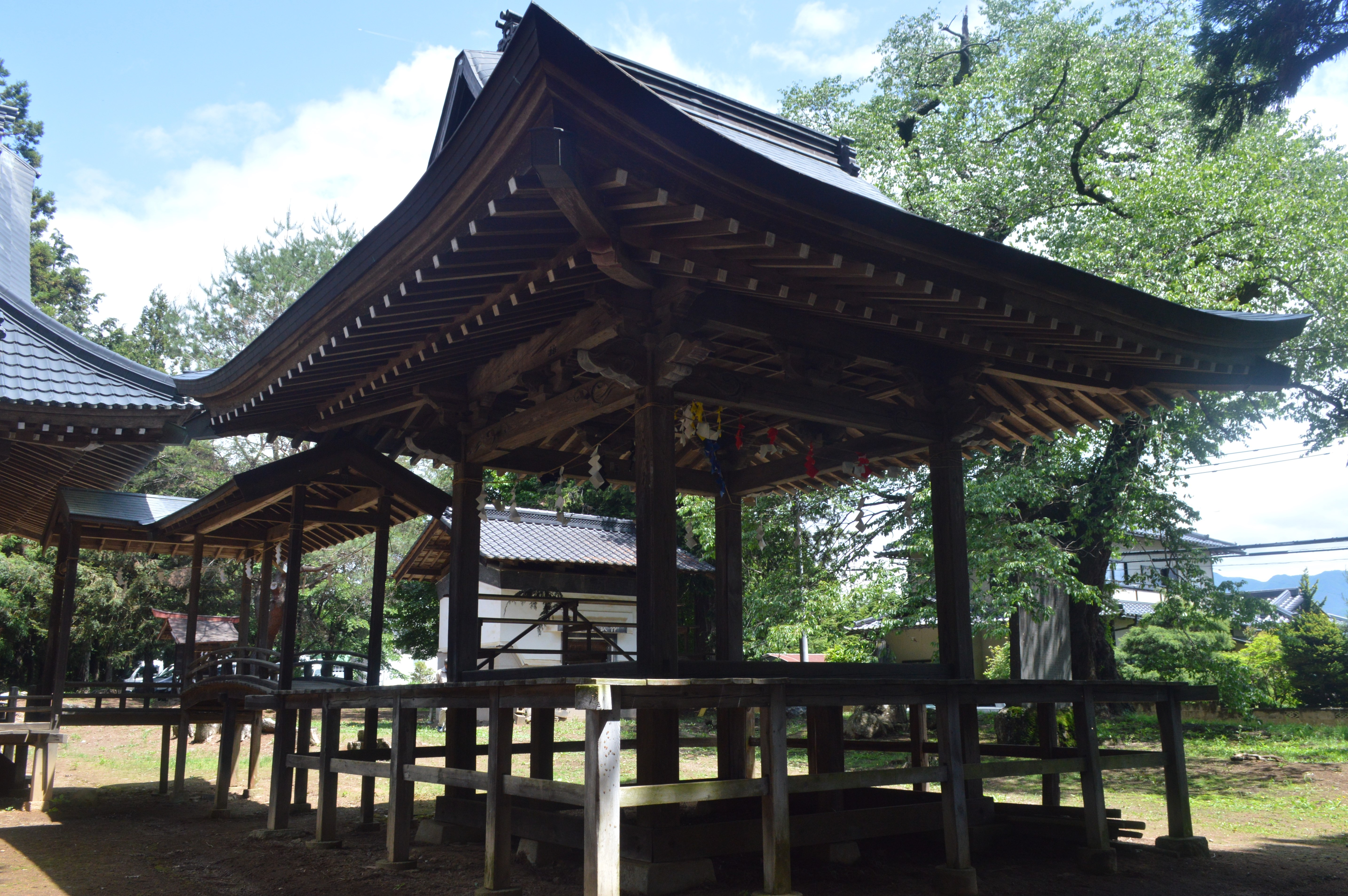
神楽殿
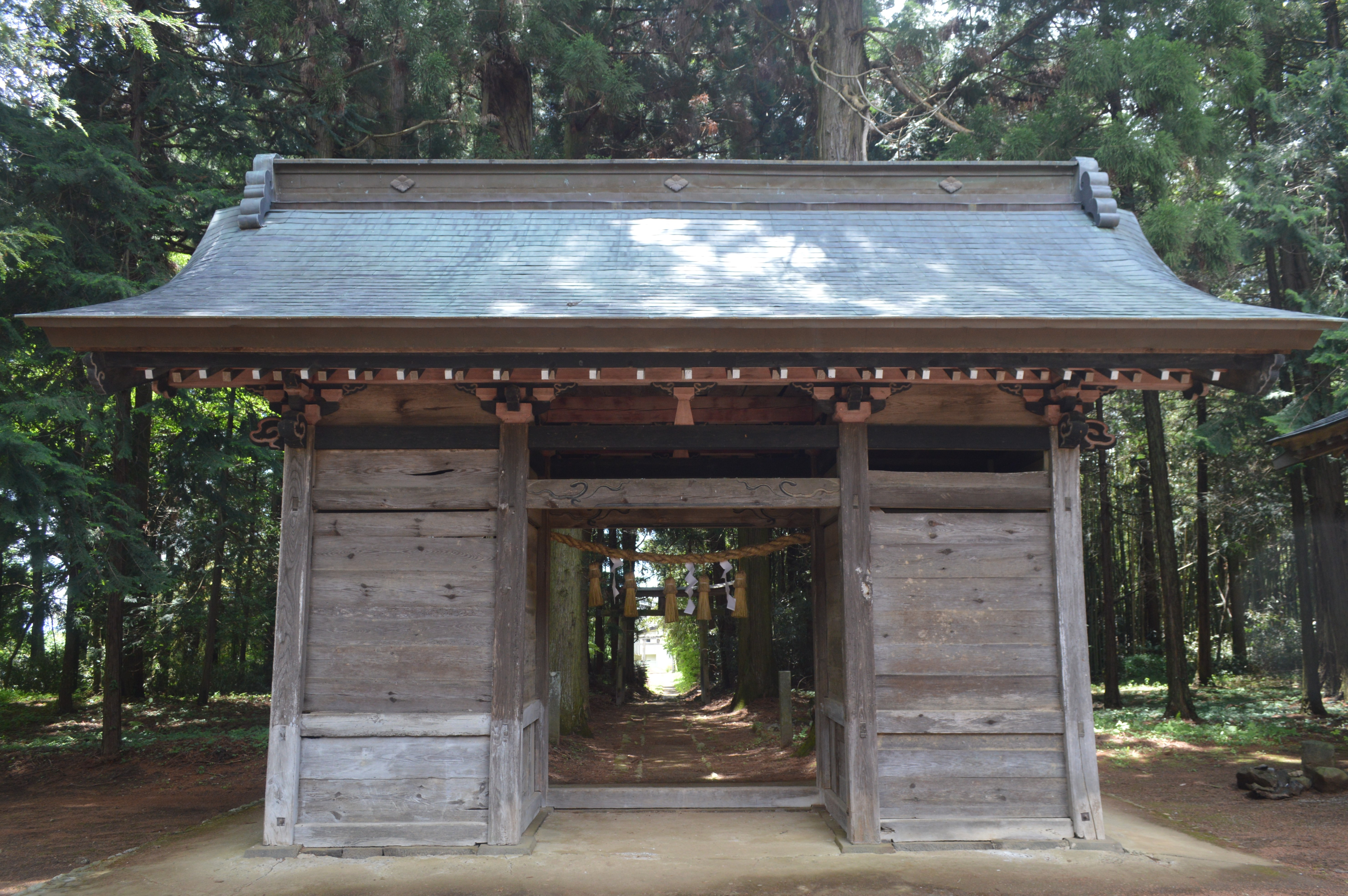
隋身門
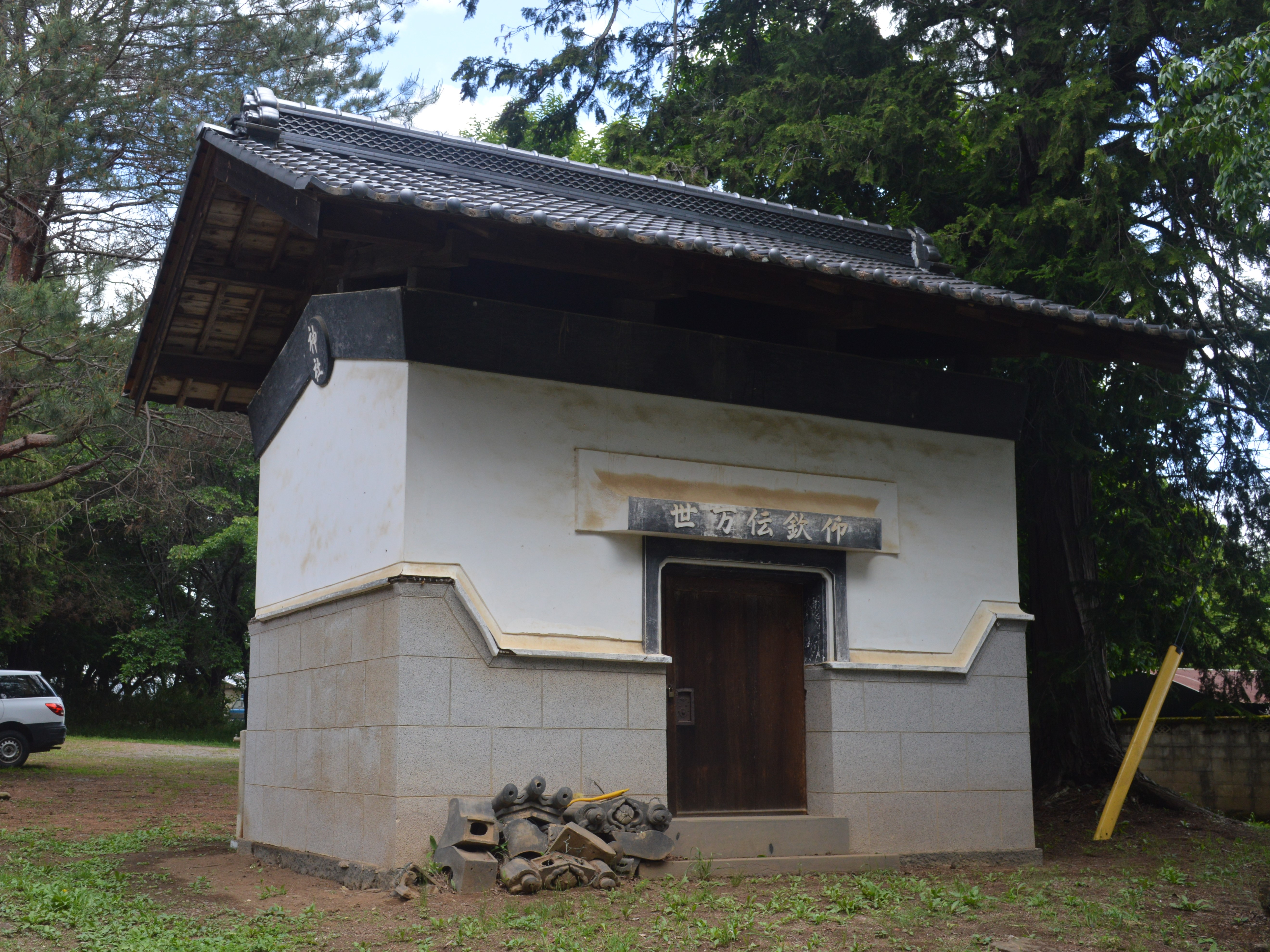
宝蔵庫

- 本殿（神殿）[4]
- 幣殿[4]
- 拝殿[4]
- 神楽殿[4]
- 渡殿[4]
- 社務所[4]
- 随身門[4]
- 一の鳥居[4]
- 二の鳥居[4]
- 宝蔵庫[4]

- 渡殿
- 神楽殿
- 隋身門
- 宝蔵庫

### 境内社
1930年時点の境内社
- 琴平神社
- 伊曽皇社
- 愛宕社
- 石尊社
- 道祖神社
- 疱疹神社
- 唐渡神社
- 八幡神社

- 稲荷神社
- 水神社
- 大国社
- 為朝社
- 苗敷社
- 伊勢神社
- 霊神社

1993年時点の境内社
- 唐土社
- 琴平社
- 愛宕社
- 疱疹社
- 稲荷社
- 水神社
- 大国社

- 為朝社
- 苗敷社
- 伊勢社
- 霊神社
- 伊曽皇社
- 石尊社
- 山神社

### 石碑類

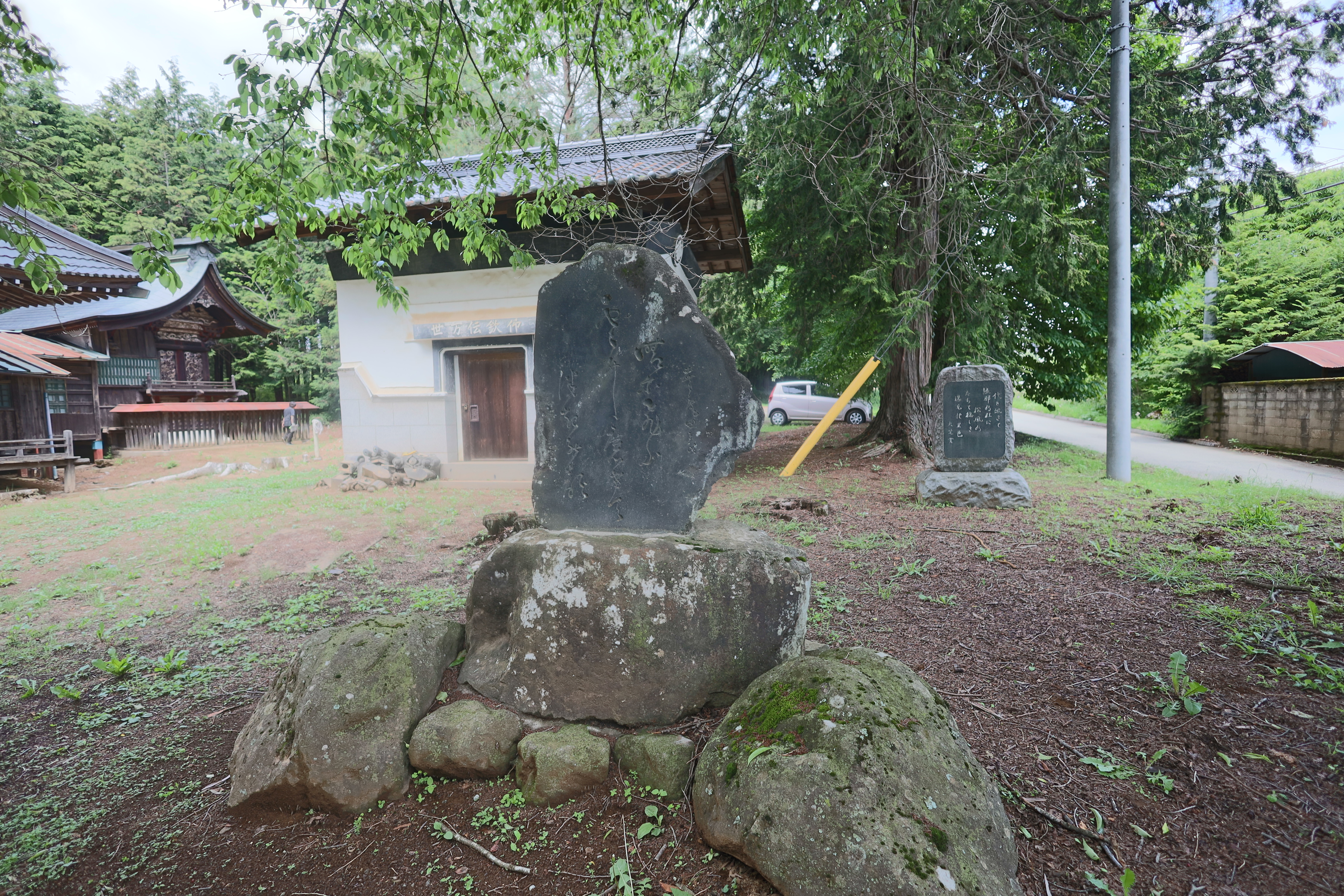
蕪庵五世宗匠植松田彦の句碑

- 勤皇殉難志士大芝宗十郎先生碑 - 1942年（昭和17年）11月に建立された石碑[12]。慶応3年（1867年）に尊王攘夷派が挙兵した出流山事件に参加した大芝宗十郎に関する石碑。貴族院議員の錦小路頼孝が題額を、海軍中将の堀内茂礼が撰文を担当している[12]。
- 蕪庵五世宗匠植松田彦の句碑
- 社地譲渡記念碑 - 1952年（昭和27年）11月24日に建立された石碑[13]。甲府市の武田神社の宮司である乙黒清樹が碑文を担当している[13]。
- 鳥居竣工記念碑 - 1961年（昭和36年）4月1日に建立された石碑[14]。山梨県神社庁長の古屋新が碑文や題字を担当している[14]。
- 大芝貫歌碑 - 2006年（平成18年）12月16日に奉納された歌碑[15]。拝殿の東側、サクラの北側にある。大芝貫は大芝惣吉の孫として1934年（昭和9年）に生まれ、1943年（昭和18年）に東京都から高根村村山西割に学童疎開して高根村立村山西小学校に通った[15]。山梨県立韮崎高等学校と國學院大學文学部文学科を卒業し、結社「ナイル」、結社「歌筵」、「星雲短歌会」などで活動した歌人である[15]。大芝貫の父の大芝巧は熱那神社に狛犬を奉納している[15]。大芝惣吉の曽祖父が大柴宗十郎である[15]。

### 奉納額
熱那神社の社殿には多数の奉納額がある。

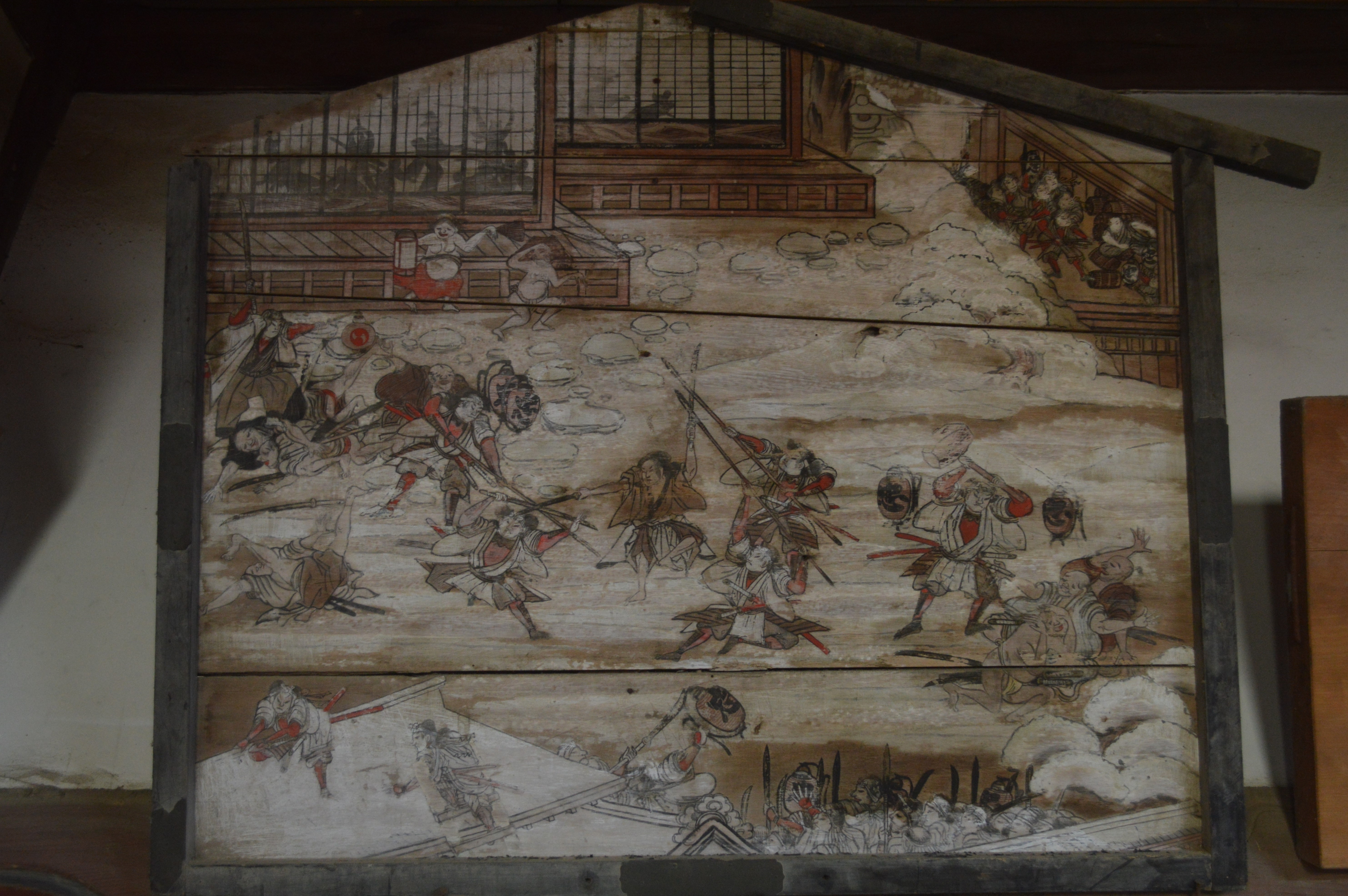
拝殿内の絵馬

- 「俳句奉納額」 - 拝殿内。第二次世界大戦の戦死者に向けた鎮魂の心を俳句に託して奉納した額。330センチ×90センチ[16]。1948年（昭和23年）4月15日、原好義ら68人によって奉納された[16]。
- 「和歌奉納額」 - 拝殿内。332センチ×83センチ[16]。1897年（明治30年）12月5日、川端下喜ら61人によって奉納され、八巻直哉、清水則重、植松真弘、浅川伯教、手塚義高、植松延恭、輿石守郷らこの地域の著名人も詠み人となっている[16]。
- 「凱旋歓迎連句奉納額」 - 拝殿内。118センチ×61センチ[16]。1897年（明治30年）3月、日清戦争で陸軍近衛歩兵一等卒を務めた原喜市の帰還を歓迎し、蕪庵の6人によって奉納された[16]。
- 「俳句奉納額」 - 拝殿内。177センチ×61センチ[16]。奉納年不明[16]。
- 「和弓日置流奉納額」拝殿内。30センチ×61センチ[16]。安政4年（1858年）8月15日に奉納された[16]。
- 「逸見筋村尽くし俳句奉納額」 - 303センチ×62センチ[16]。文政7年（1824年）に奉納された[16]。村尽くしとは村々の名前を俳句に詠んだものである。
- 「兵役報告奉納額」 - 拝殿内。安都玉村出身の陸軍歩兵一等兵・坂本佐太郎の退役にあたり、勲功を神前に捧げたもの。106センチ×60センチ[16]。1886年（明治19年）9月に奉納された[16]。
- 「連歌合せ奉納額」 - 拝殿内。中央に行司が描かれ、左右それぞれ端から前頭〜大関の順で25句ずつが掲げられている。272センチ×81センチ[16]。奉納年不明[16]。

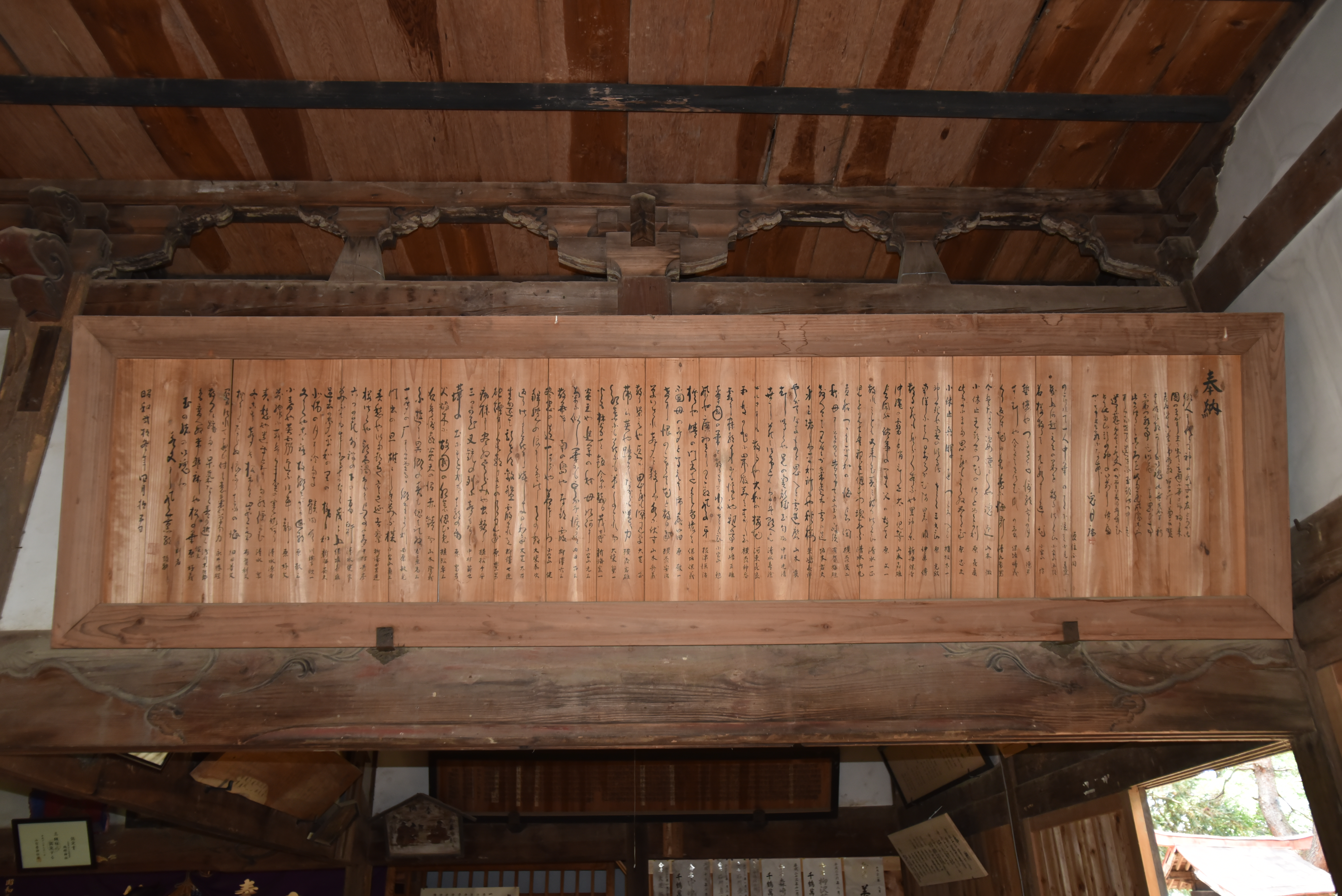
俳句奉納額
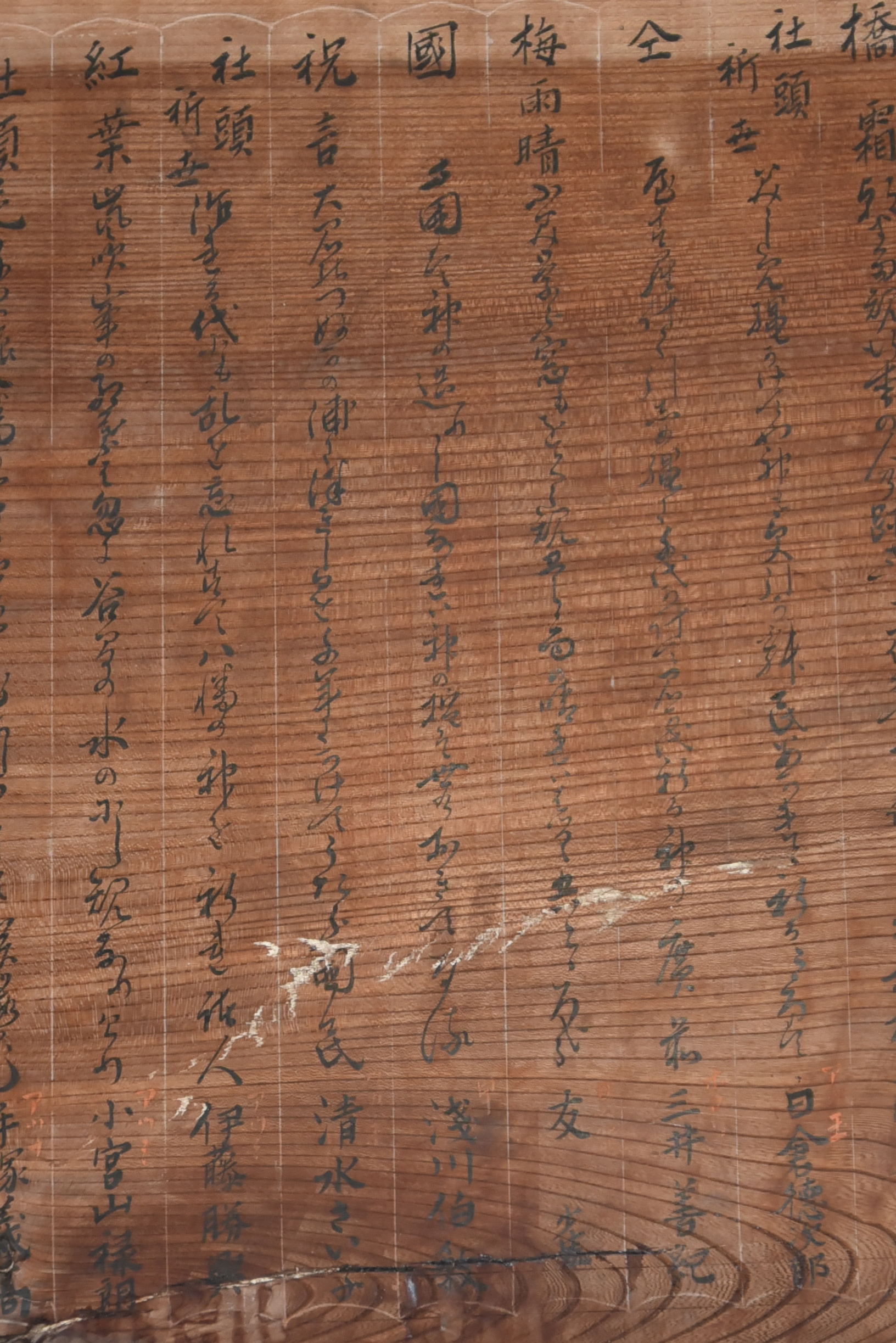
和歌奉納額　浅川伯教の名前が見える
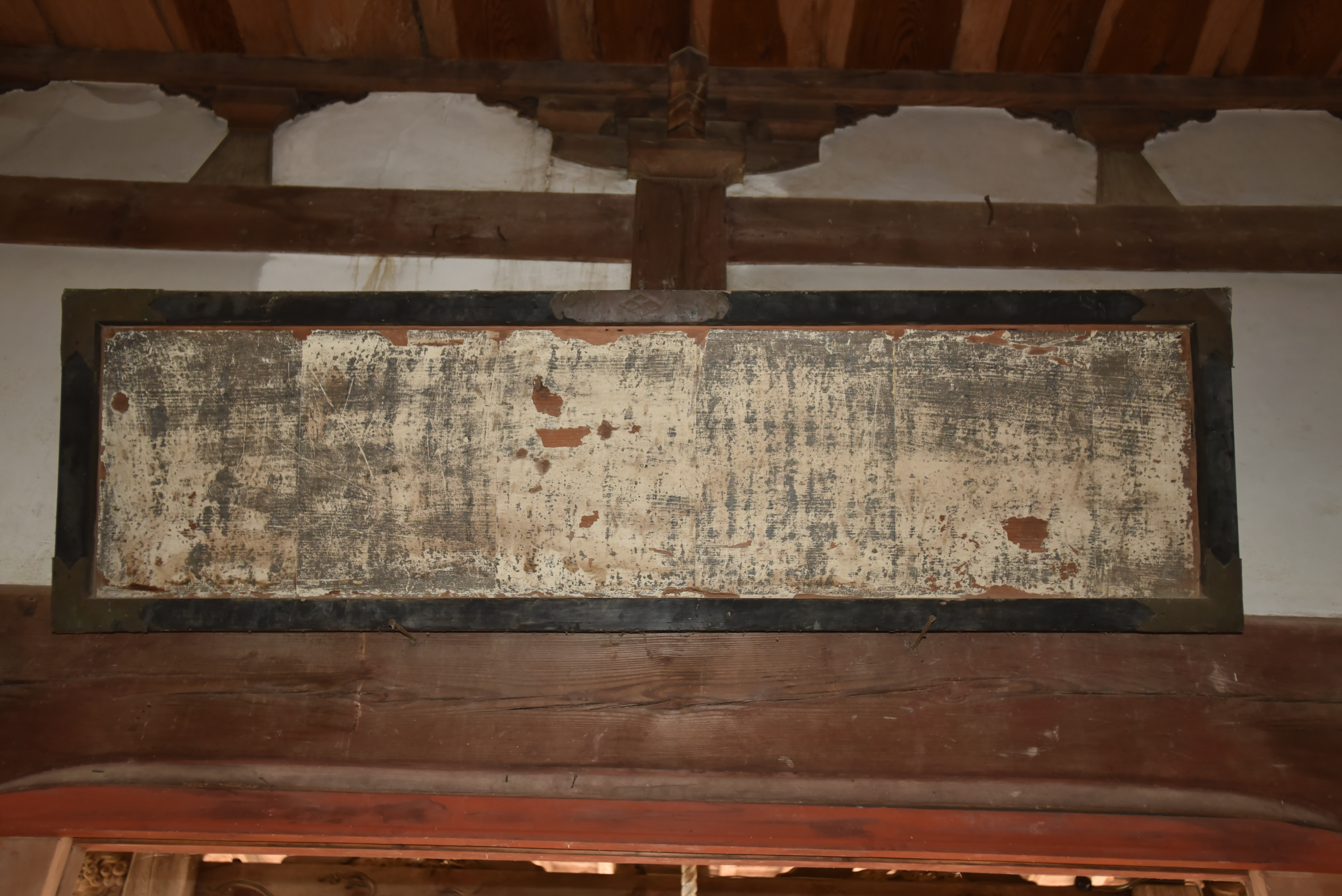
俳句奉納額
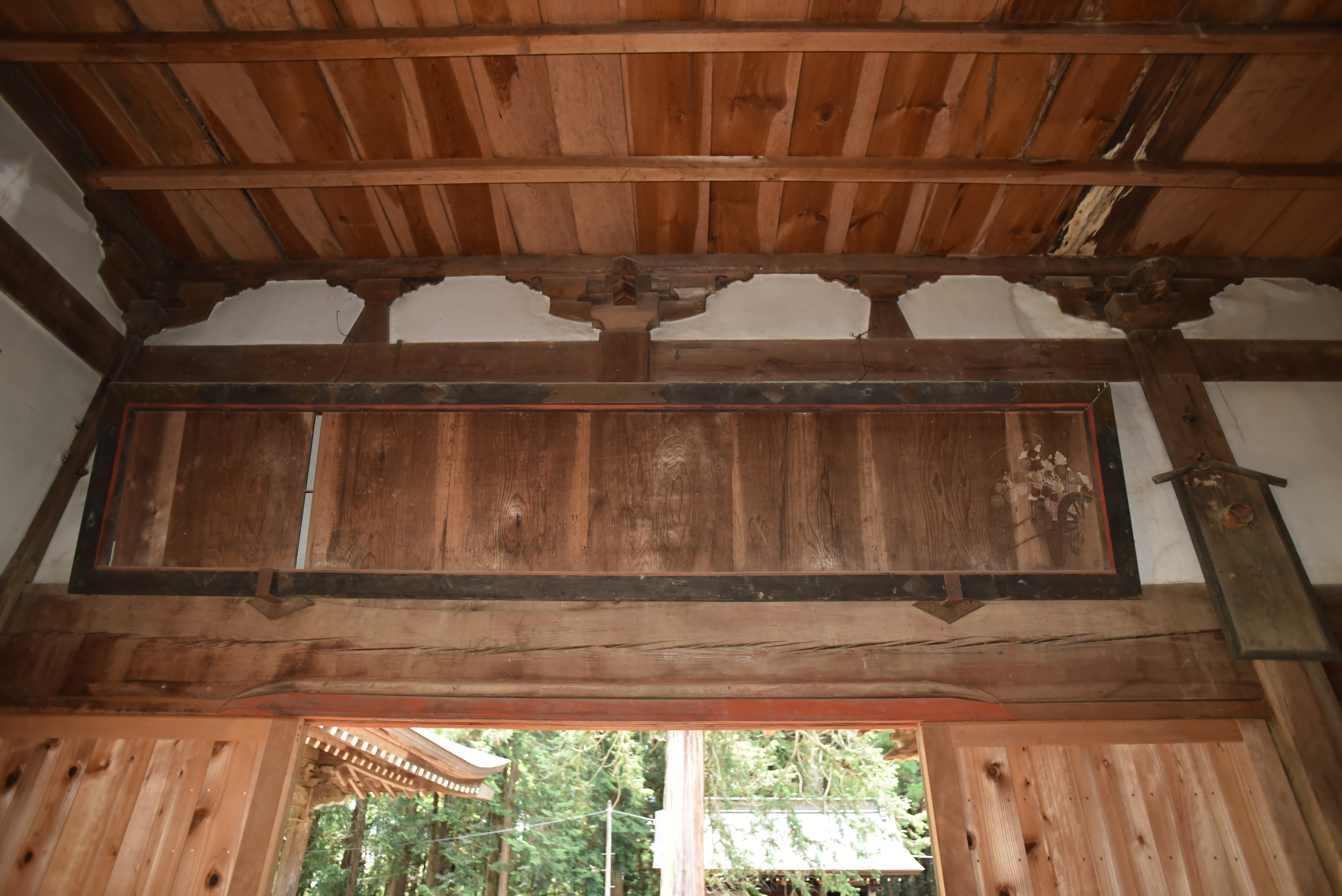
逸見筋村尽くし俳句奉納額
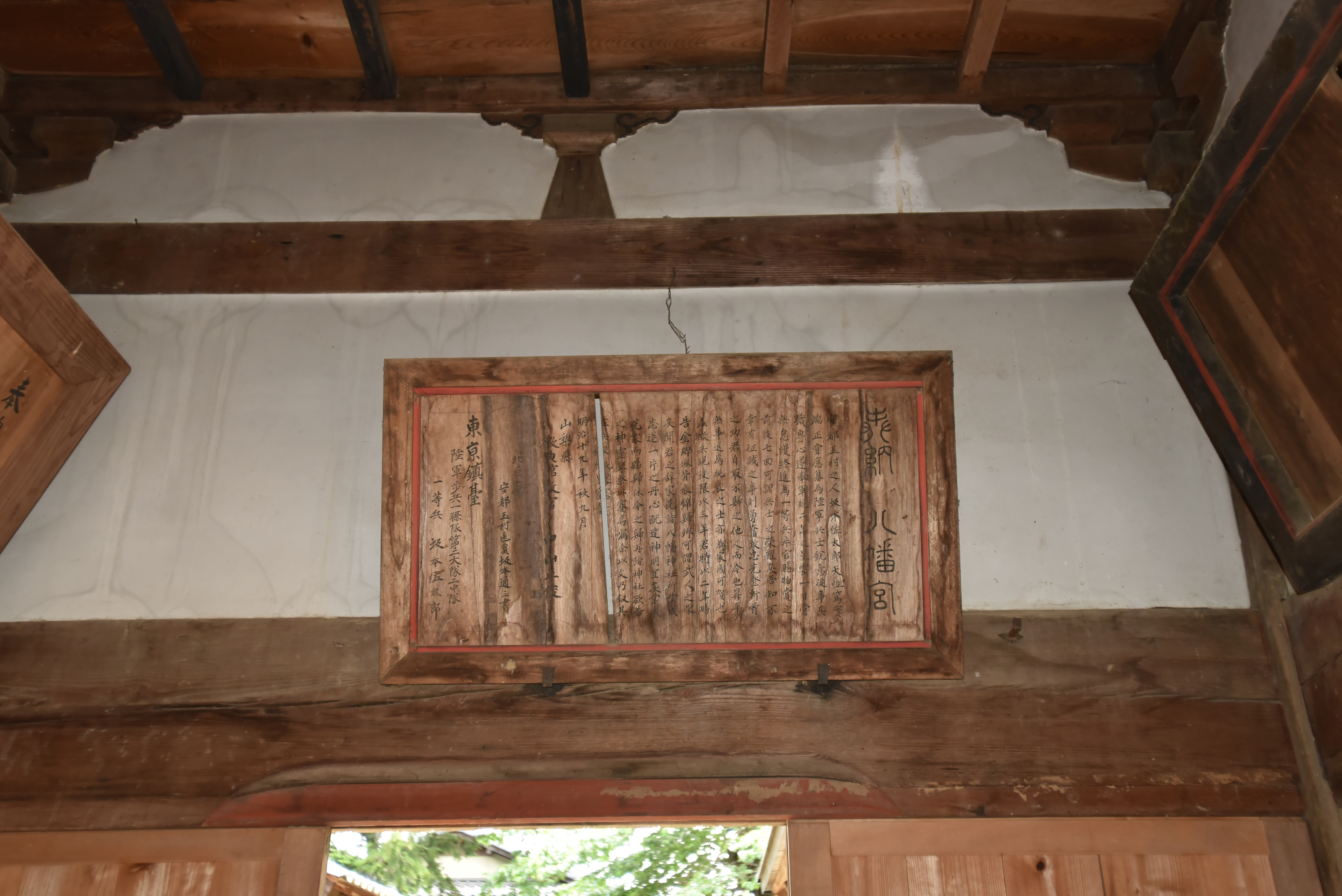
兵役報告奉納額
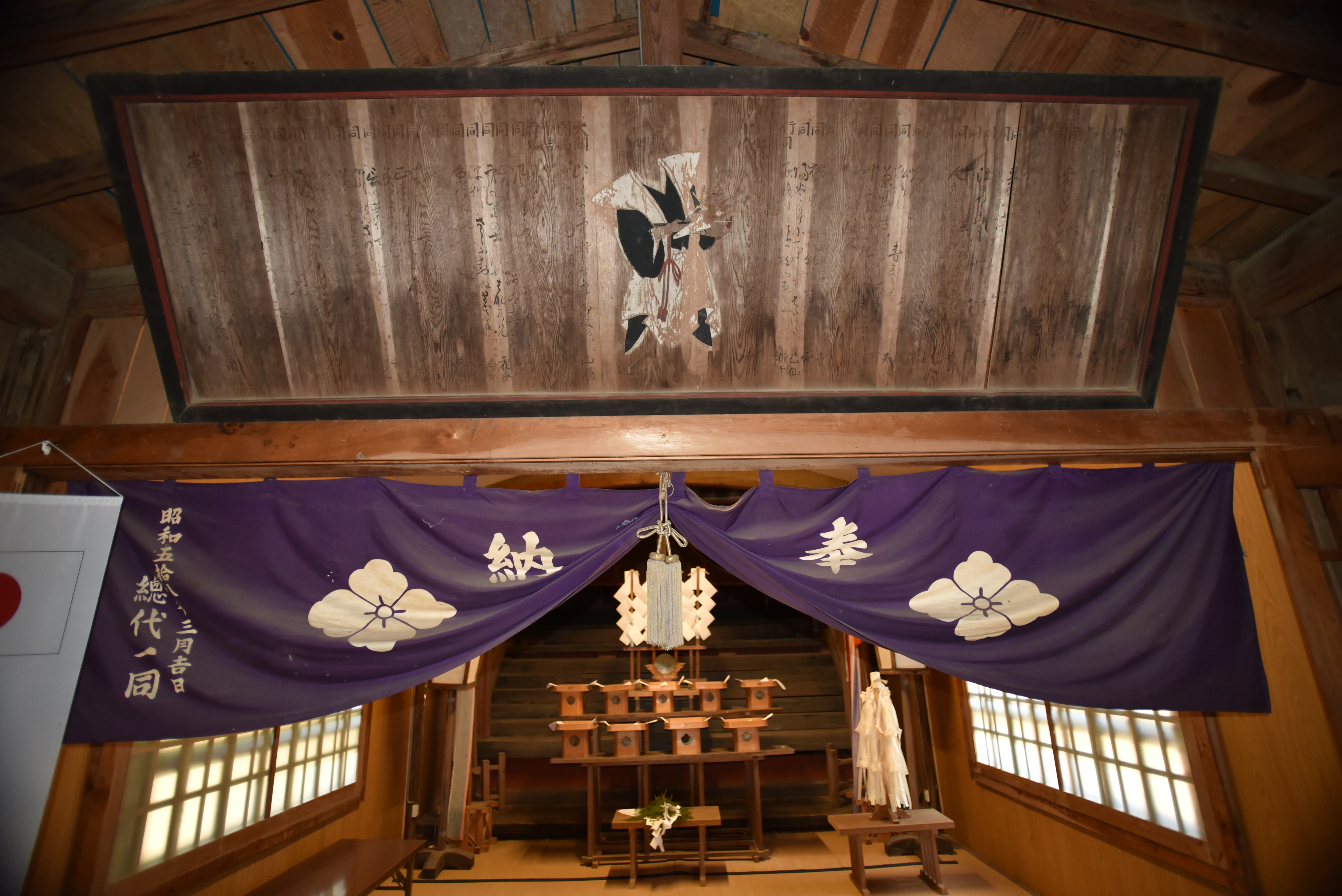
連歌合わせ奉納額

### 大芝宗十郎

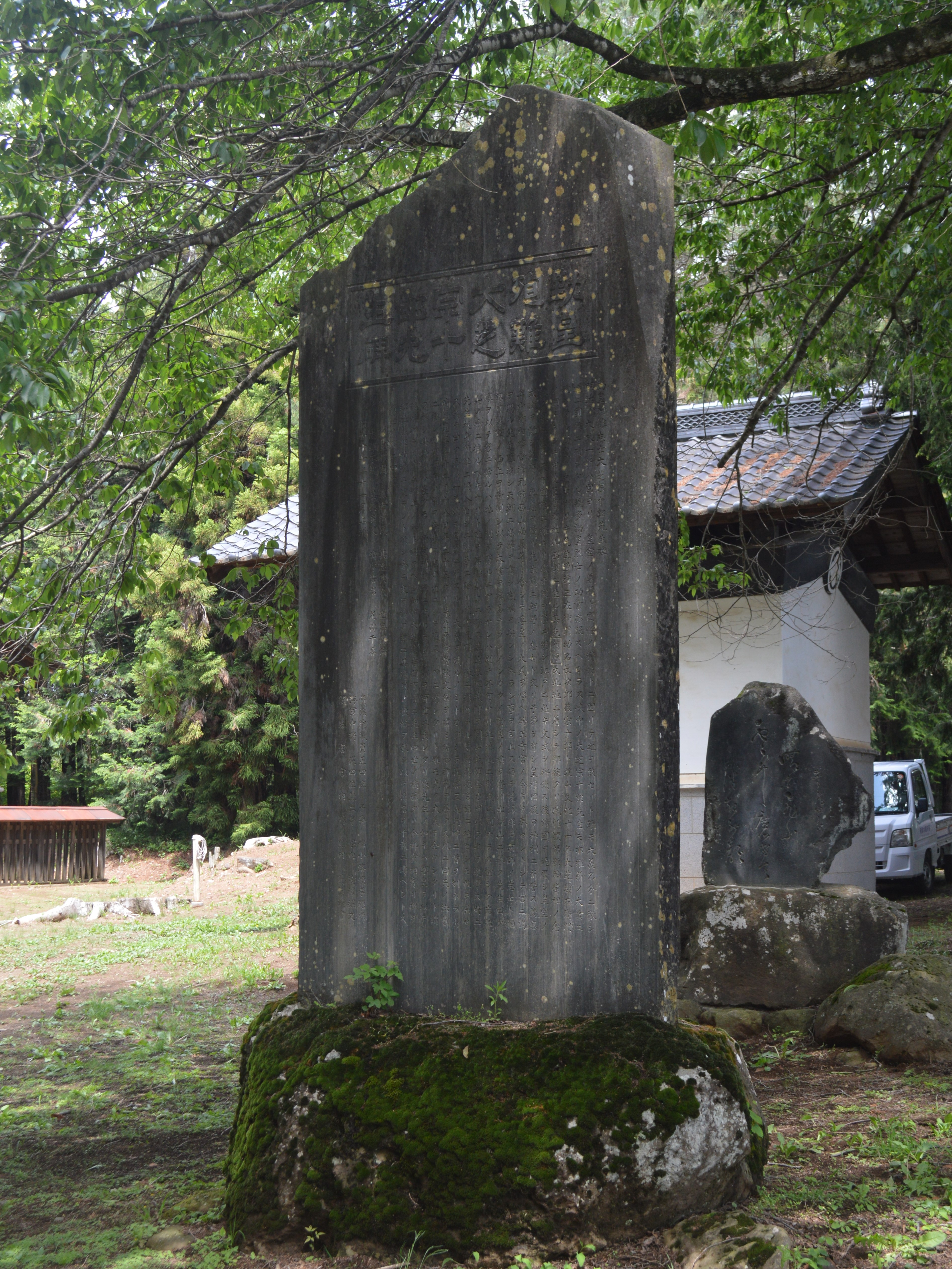
勤皇殉難大芝宗十郎先生碑

幕末に尊王攘夷を唱える志士が挙兵した事件として出流山事件があり、甲斐国巨摩郡村山西割出身の大芝宗十郎も参加した。1943年（昭和18年）4月15日、熱那神社の境内に勤皇殉難志士大芝宗十郎先生碑が建立された。

#### 大芝の経歴
文化11年（1814年）、大芝宗十郎は村山西割に生まれた。名主である大芝惣左衛門の長男である。幼名は長次郎であり、後に三左衛門に改めた。若くして大芝家の家督と名主の座を継いだ。天保の大飢饉では租税を納められない百姓が続出し、宗十郎は何度も奉行所に免税を願い出たが許されなかった。
宗十郎は自らが年貢未納の罪を負い、弟の大芝連次郎に家督を譲った。昌照寺に隠退して僧となったが、やがて昌照寺を出て姿を消した。数年後、昌照寺の小宮山以仙師は江戸で宗十郎を見かけたが、宗十郎は帰郷を承知せずに音信不通となった。
江戸では愛国的な思想の影響を受けて志士となり、国学者の平田鐵胤の門弟である竹内啓、会沢元輔、西山尚義らと尊王攘夷の大義を唱えた。慶応3年10月14日（1867年11月9日）に大政奉還が起こると、志士らは竹内啓を首領、会沢元輔を大将として、同年11月29日に下野国の出流山満願寺に挙兵した（出流山事件）。
宗十郎は主力を岩船山に移動させるための先遣隊となったが、経路の探索を行っていた際に幕府軍に捕らえられた。宗十郎は「汝等に答える辞なし、我は一死をもって皇国に奉ずる大義を知るのみ」と語り、拷問に対して全く口を割らなかったことから、同年12月18日に処刑された。辞世は「君がため花と散るこそ嬉しけれ大和桜の魁をして」。その他の志士軍も幕府軍に完敗し、41人が戦死または刑死した。

## 祭事
- 1月1日 - 祈念祭[2]。
- 4月29日 - 春季例大祭[2][3]。「太々神楽」の奉納や子供神輿の渡御が行われる[3]。
- 9月25日 - 例祭[2][3][1]。
- 11月24日 - 感謝祭[2]。

## 文化財

### 市指定文化財

#### 熱那神社本殿 付棟札二枚

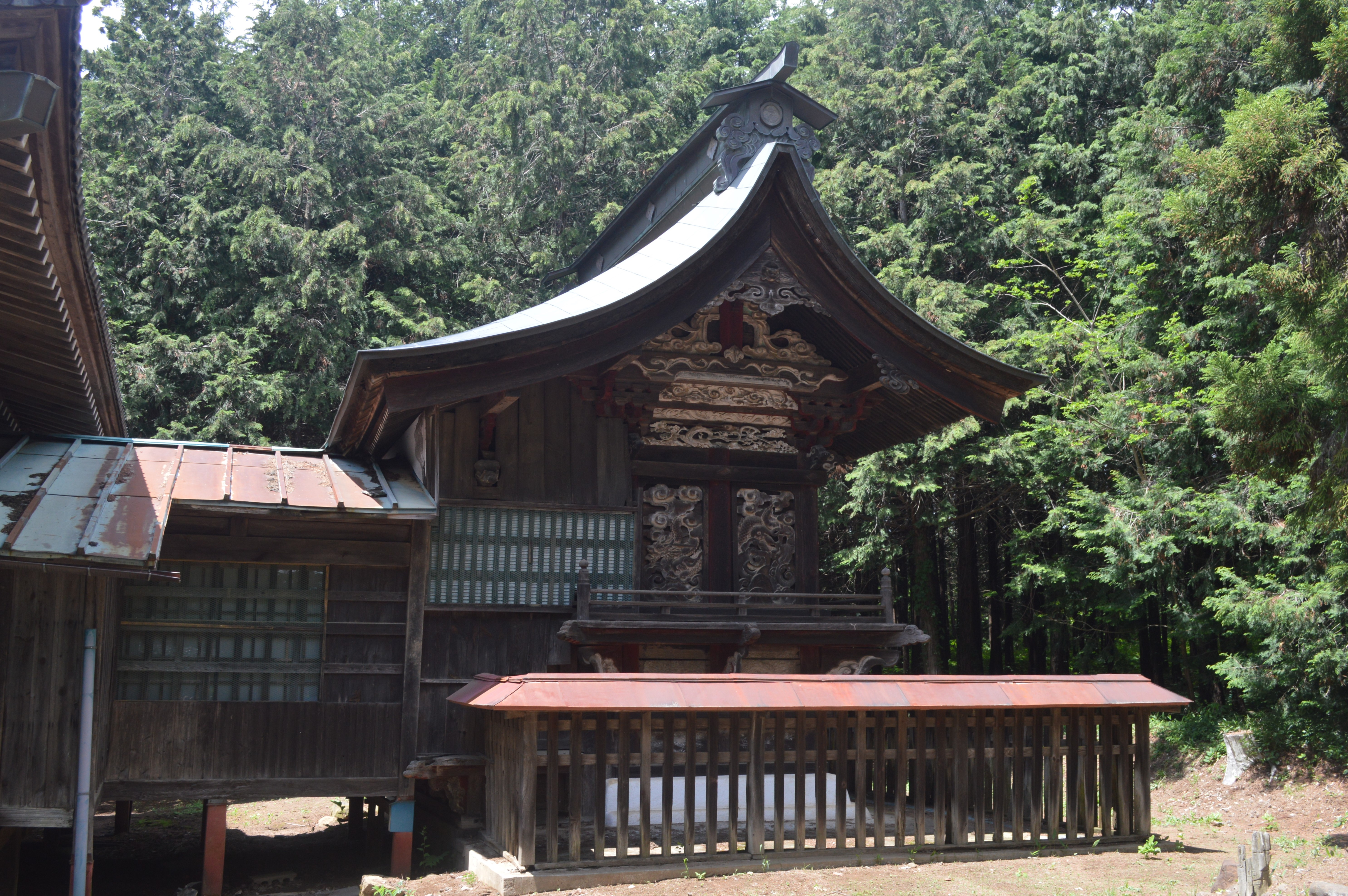
本殿

本殿は一間社流造、檜皮葺である。周辺地域に多い良質のマツ材を主としている。細部まで装飾性に満ちており、琵琶板には松・梅・鶯・鶴などの凝った彫刻で満たされている。
棟札によると、文政2年（1819年）6月9日、信濃国高嶋郡小和田村の小松七兵衛らを棟梁として上棟した。1987年（昭和62年）4月14日、高根町指定文化財に指定された。

#### 熱那神社の算額

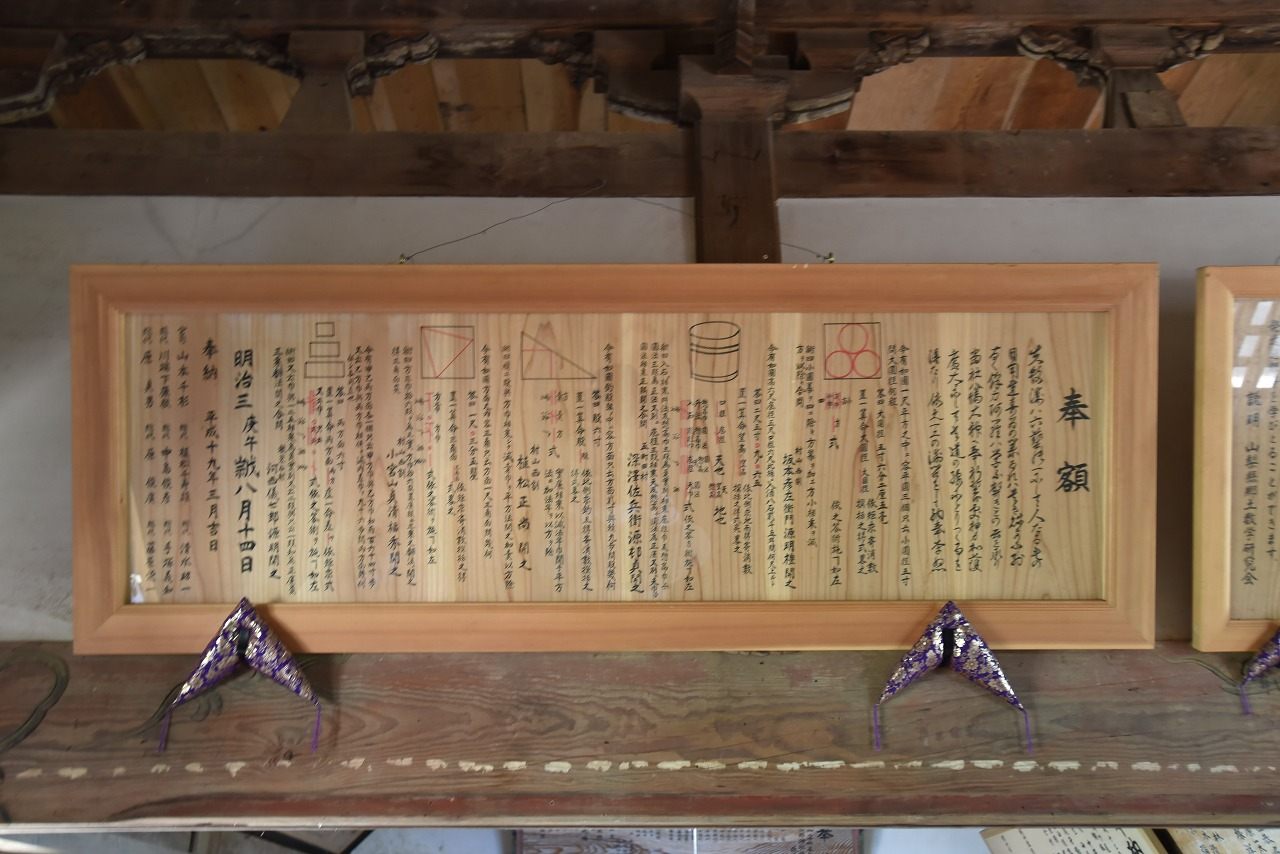
拝殿に掲げられている算額（複製）

算額とは、神社などに奉納される絵馬のように、算術の問題を額に書いて奉納したものである。熱那神社には、1870年（明治3年）に奉納された算額の原版と複製（2007年）が掲げられている。
『高根の史跡めぐり』によると、2012年（平成24年）時点で山梨県内に現存する算額としては2番目に古いとされる。『算額だより』によると、2023年（令和5年）時点で山梨県内に現存する唯一の算額とされる。
熱那神社、南アルプス市（旧・中巨摩郡甲西町下宮地）の神部神社、南巨摩郡富士川町（旧・南巨摩郡増穂町）の妙法寺と、山梨県に現存する算額は3面のみであるが、原版があるのは熱那神社のみであり、神部神社と妙法寺の2面は複製である。
- 算額の概要[22]

熱那神社の算額は、1870年（明治3）8月14日に高根町と白州町に住む5人の有志により奉納されたもので、大きさは64×181cmである。
- 算額の内容[23]

この算額には前述の5人がそれぞれ1問ずつ記した図形問題5問が書かれている。また、冒頭には「数学は六芸のひとつであり、余裕があれば学ぶべきとの言葉を受け、熱那神社に祈願したところ、神のご加護によって数学の道を修めることができた」という、数学の上達を神に感謝する内容が記されている。
- 5人の奉納者[24]

坂本彦左衛門　1839年（天保10年）高根町五町田に生まれ1869年（明治2年）に坂本家に養子に入った。
深澤佐兵衛　1839年（天保10年）生まれ。深澤家に伝わる「算術口伝禄　1870年（明治3年）」は佐兵衛が和算を学んだものといわれ、2024（令和6年）からは北杜市郷土資料館に収蔵されている。
植松正尚　熱那神社第19代神官　嘉永頃の生まれで初名は吉麿
小宮山貞清　1852年（嘉永5年）、高根町村山西割の昌照寺生まれ。父の以専法師（1822〜1905）の初名も貞清であるため、どちらが奉納者かの断定が難しい。
河西儀七郎　従来は白州町下教来石（しもきょうらいし）の問屋・河西家出身と考えられてきたが、幕末の上教来石（かみきょうらいし）で百姓代を務めた者の中に儀七郎の名前がある。また、1872〜1875年（明治5〜8年）の上教来石の墓地取調書帳にも河西儀七郎の名前があるが、1863年（文久3年）の勇壮人書上に名前がないため、この時すでに60歳以上だった可能性がある。
1873年（明治6年）から2年間、東向学校（須玉町東向）の校長を務めた。

#### 熱那神社のサクラ

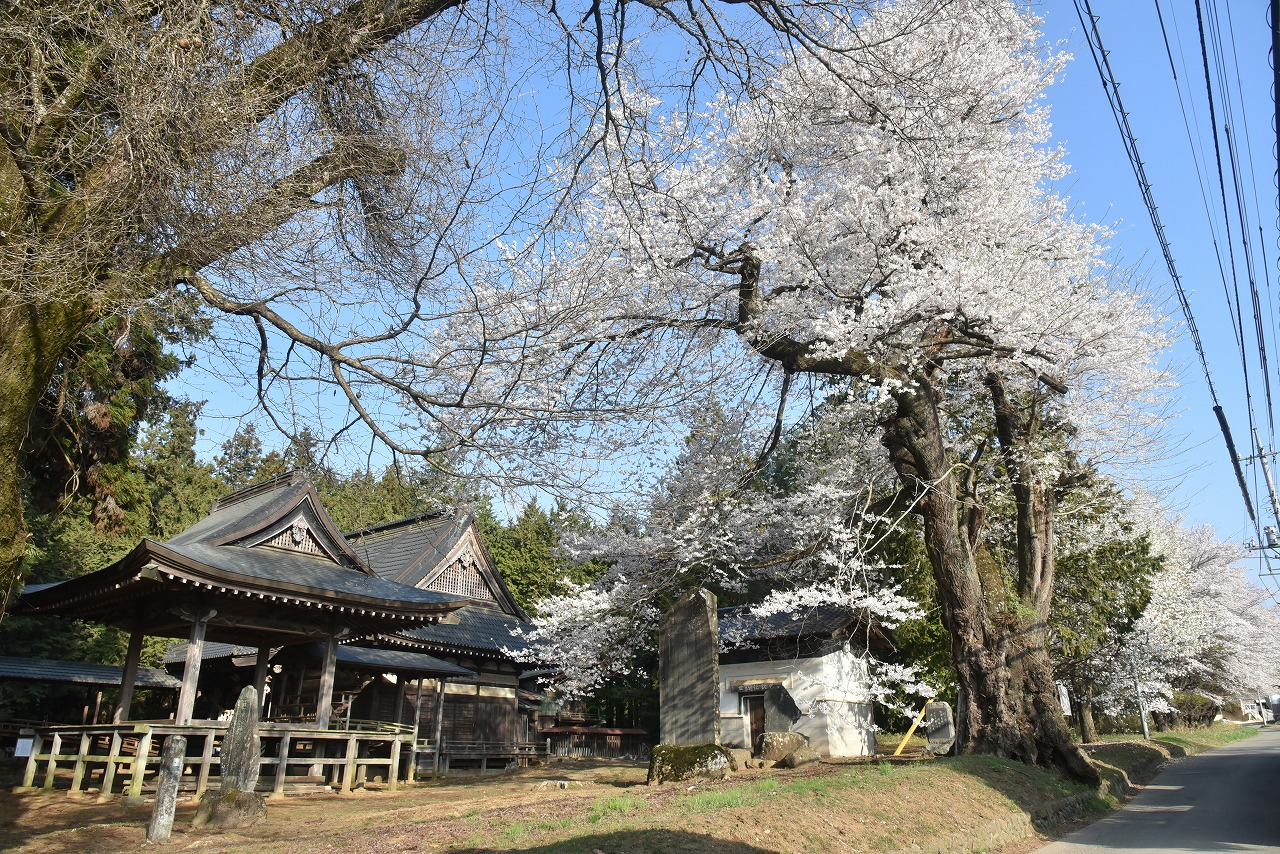
熱那神社のサクラ

樹高は22.5メートル、目周りは4.5メートル、枝張りは14.1メートル、根回りは5.5メートル。種としてはエドヒガン（ウバヒガン）である。エドヒガンは長寿なのが特徴であり、日本各地に巨木や名木が存在する。熱那神社のエドヒガンも一見して名木の様子を呈している。
太枝が伸びて電線越えして、民家の玄関まで伸び、枝打ちされている。また、蔓植物によるサクラへの影響が心配される。
1981年（昭和56年）8月27日に高根町指定天然記念物に指定された。

### 市指定無形民俗文化財

#### 太々神楽
文化10年（1813年）には既に熱那神社に神楽が奉納されていた。舞人が大地を踏むことで、地下に潜む悪霊を追放して神霊を招く儀式である。本来の読みは「ただかぐら」であるが、後に「だいたいかぐら」と呼ばれるようになった。1990年（平成2年）12月26日、高根町指定無形民俗文化財に指定された。春季例大祭の4月29日に奉納される。

## 現地情報
所在地
- 山梨県北杜市高根町村山西割1714

交通アクセス
- JR中央本線長坂駅から徒歩で約1時間
- 中央自動車道長坂インターチェンジから車で約5分